# ギリシャ海軍の歴史
ギリシャ海軍の歴史（ギリシャかいぐんのれきし）は近代ギリシャの誕生と共に始まった。

## 革命の間の海軍

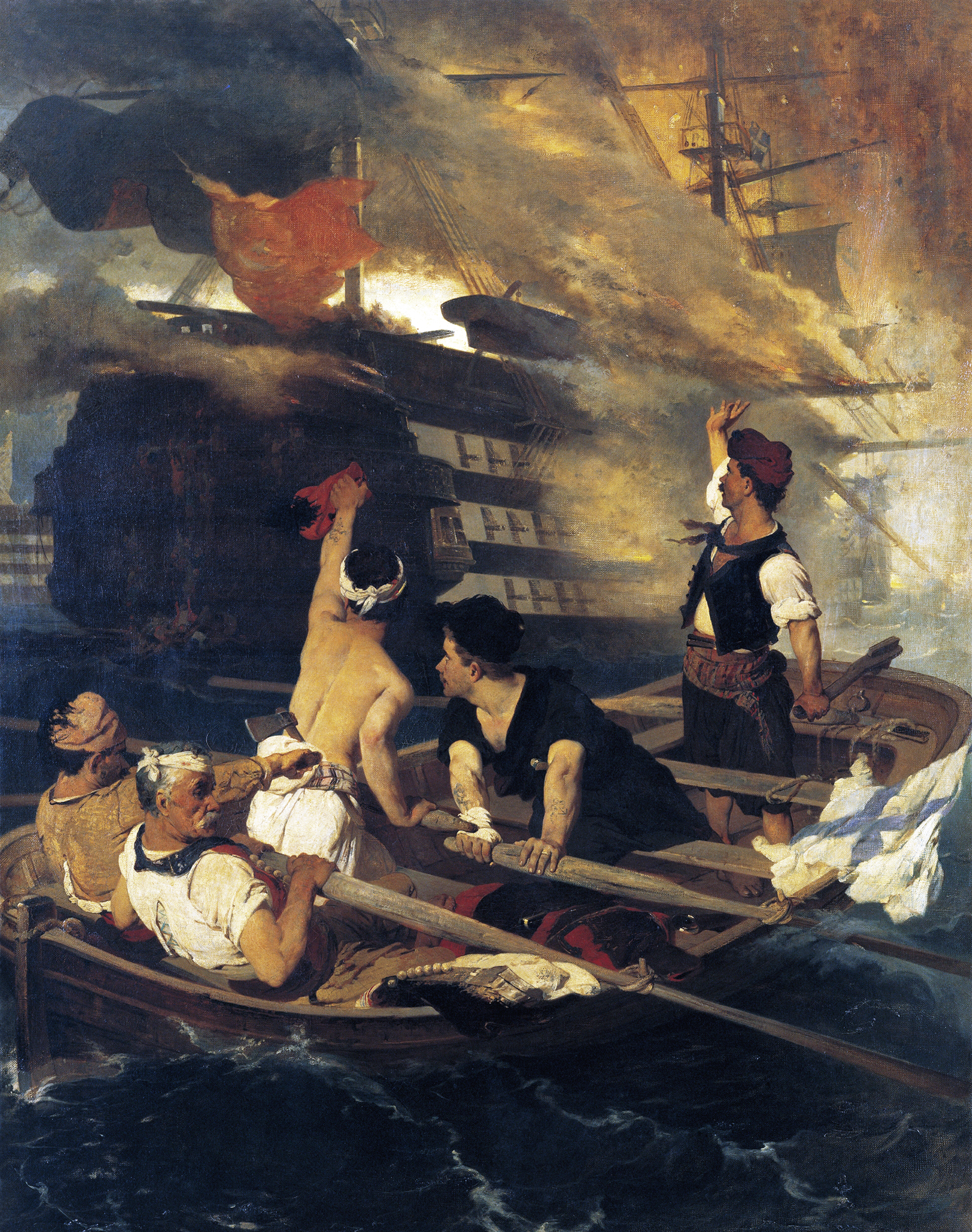
オスマン艦隊の旗艦を火船で炎上させ、離脱するギリシャ水兵。

1821年、ギリシャ独立戦争が始まったとき、ギリシャの海上部隊はイドラ島、スペツェス島、ポロス島およびプサラ島の島民達の商船が中心であった。艦隊は革命の成功にとって非常に重要であった。もしギリシャがオスマン帝国海軍に反撃できなければ、孤立したオスマン帝国の守備隊を救援したりオスマン帝国のアジア方面から増援を送ることが可能となり、革命の失敗を招くことになるからである。
ギリシャ艦隊の乗員は経験豊富な船乗りであったが、武装した商船が中心であったため、オスマン帝国の大型の戦列艦と直接戦うのは不可能であった。そのためギリシャ人は火船を使用し、そして大きな成功を収めた。そのような火船を用いた戦いで、コンスタンティノス・カナリスのような勇敢な船乗り達は国際的な名声を勝ち取った。イドラ島のAndreas Miaoulisのような有能な提督達や、著名な女性船長であるスペツェス島のLaskarina Bouboulinaの下でギリシャ海軍は初期の勝利を勝ち取り、それによって本土での反乱が鎮圧される心配は無くなった。
しかし、ギリシャが内戦に突入すると、スルターンはエジプトのムハンマド・アリーに救援を求めた。内部不和や財政的な問題で艦隊の即応状態を維持しておくことが出来なかったため、ギリシャは1824年のカソス島およびプサラ島の占領と破壊やメトニへのエジプト軍の上陸を阻止することが出来なかった。サモス島やGerontasの海戦での勝利にもかかわらず、革命は崩壊の危機に晒された。だが、1827年にナヴァリノの海戦で英仏露の艦隊がオスマン帝国の艦隊を撃破したことで、ギリシャの独立は達成された。
イオアニス・カポディストリアスがギリシャの統治者になったとき、ギリシャ艦隊の船は、独立戦争の残存艦数隻だけであった。当時、艦隊で最も強力は船は、独立戦争中のアメリカで建造されたフリゲートHellasであった。海軍はその中枢をポロス島に置き、新たな船を建造する一方、古い船は次第に退役させていった。さらに、士官の養成に向けた努力も開始された。
1831年にカポディストリアスが暗殺されるとギリシャは無政府状態となり、マニ半島やイドラ島などで反乱が発生した。この反乱中に、ポロス島でドックに入っていたHellasはAndreas Miaoulis提督によって燃やされた。

## オソン1世のギリシャ海軍
1832年に新しい国王オソン1世がイギリス軍艦マダガスカル (HMS Madagascar )でギリシャの首都ナフプリオに到着した時のギリシャ艦隊は、コルベット1隻、ブリッグ3隻、6 gollettes、砲艦2隻、汽船2隻と何隻かの小型の船で構成されていた。1846年に最初の海軍学校が設立された。しかし、能率の悪い士官の訓練や、近代化推進派と慣習を守ろうとする独立戦争時の軍人との間の対立により、制約の多い非能率的な海軍となってしまった。そして、海上警備や海賊対策にも支障をきたした。
1850年代、海軍の中のより改革を進めようとする人たちが勝ち、海軍の船の数は増加した。1855年、最初の鉄製スクリュー推進の船がイギリスに発注された。それらは汽船Panopi、Pliksavra、Afroessa、Sfendoniである。

## ゲオルギオス王の下での海軍の成長

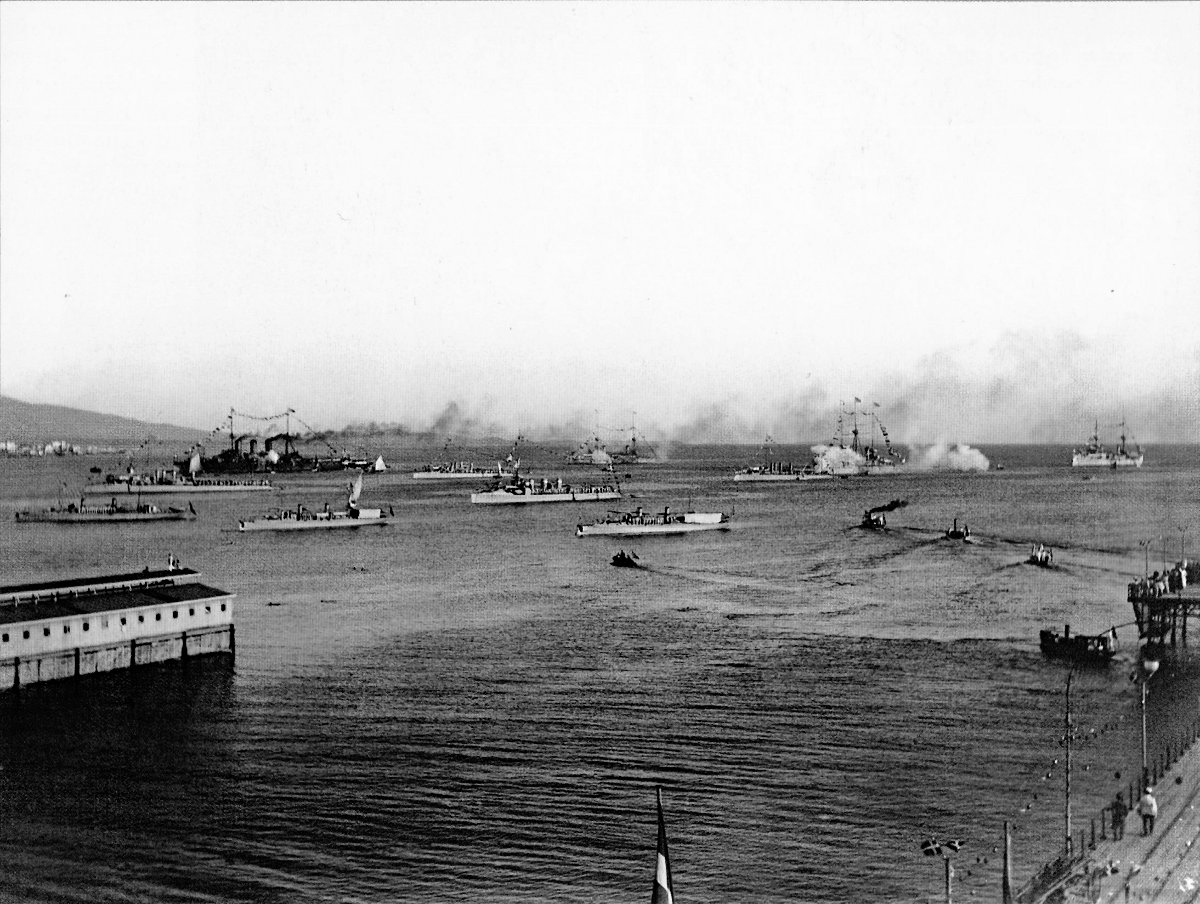
1912年に撮られたギリシャ艦隊。

1866年のクレタ島の反乱の際、ギリシャ海軍の艦船は反乱を支援することが出来る状態ではなかった。その失敗から、政府は海軍の問題に気づき、次のような政策を打ち出した。それは「ギリシャにとって必要な武器である海軍は、戦争のためにのみ作られそして勝利を追求すべきである。」というものである。そして、海軍には、装甲艦の購入が始まり1866年に「Basileos Georgios」、1868年に「ヴァシリッサ・オルガ（Basilissa Olga）」等の新しい大型の艦が加えられた。それは、造船業における鉄の使用や魚雷の発明などの多くの革新を反映したものであった。それによって海軍の状態は変化した。
他方、1878年以降露土戦争や海軍拡張の必要からサラミス島のFaneromeni地域に新しい大きな海軍基地が建設され、数年後にはArapis地域に移った。それは現在でも残っている。同時期、海軍兵学校が設立された。Lejeune introduced提督を長とするフランス人の委員会によって、新しく進んだ海軍組織と訓練学校の設立による下士官の組織だった訓練が導入された。
1889年、Charilaos Trikoupisが首相であった時に、海軍はフランスから海防戦艦イドラ級海防戦艦「イドラ」、「スペツェス」、「プサラ」を取得した。そして、1897年に希土戦争が勃発した。ギリシャ海軍はエーゲ海の制海権を得たが、陸上での戦いの結果を変えることは出来なかった。
1896年アテネオリンピックには男子水兵100m自由形が開催されたが、参加資格が「ギリシャ海軍の水兵」なうえ実際に参加したのは、イオアニス・マロキニス（金）、Spyridon Chazapis（銀）、ディミトリオス・ドリヴァス（銅）の3名のみだった。
1897年の戦争後、ギリシャ海軍に対抗すべくオスマン帝国は海軍の増強に乗り出した。ギリシャ海軍はそれに対抗し、1909年に装甲巡洋艦「イェロギオフ・アヴェロフ」をイタリアから購入した。1910年、Tuffnel提督を長とするイギリスの使節団が、海軍の組織と訓練の改善を勧めにやってきた。そして、イギリス式の管理、組織、訓練が採用された。

## 第一次世界大戦と戦後

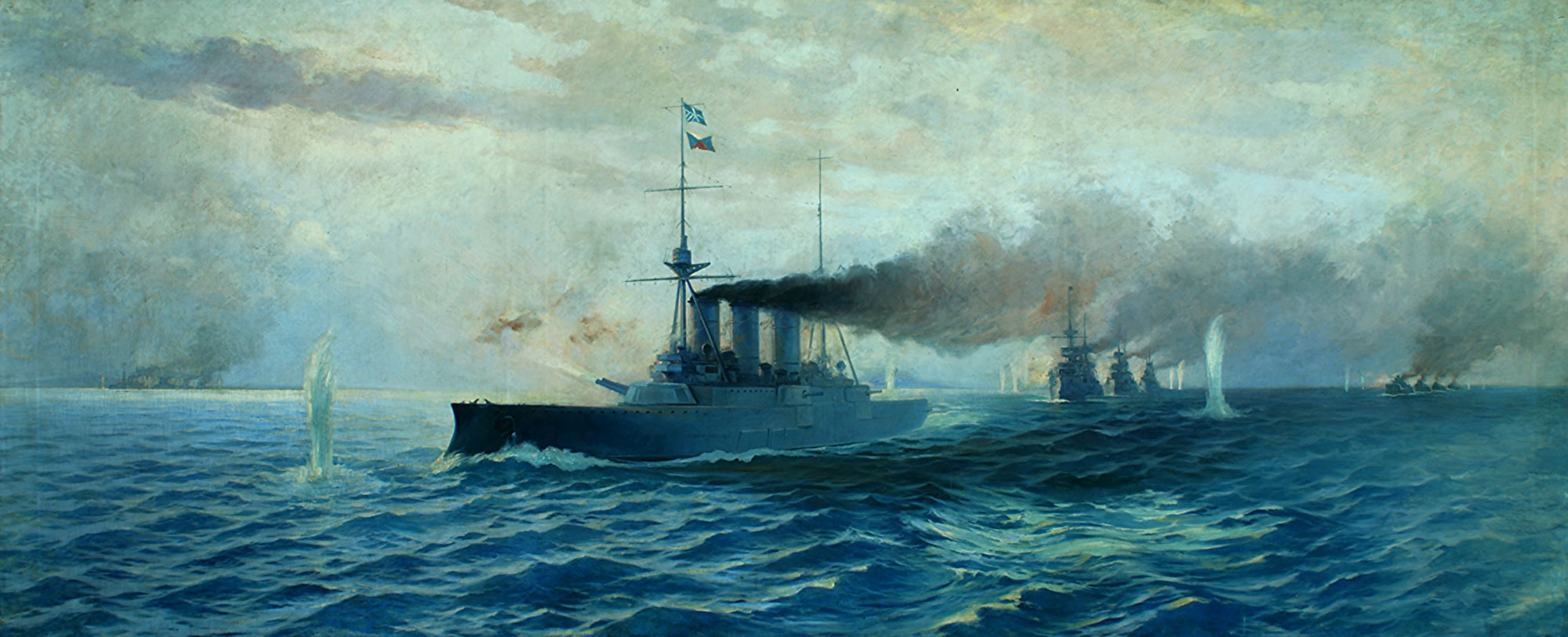
エリの海戦。先頭の艦がアヴェロフ。

バルカン戦争の少し前、海軍は駆逐艦と戦艦の艦隊で構成されていた。その任務は、エーゲ海東部のオスマン帝国領の島の奪取とその海域での制海権の獲得であった。その司令長官Pavlos Kountouriotis少将はダーダネルス海峡に直接向き合うレムノス島のMoudros湾に前進基地をつくった。ギリシャはトルコの海峡からの2度の出撃をエリの海戦とレムノスの海戦で撃破し、エーゲ海はギリシャのものになった。
バルカン戦争後、エーゲ海東部の島の帰属を巡ってギリシャとオスマン帝国との対立が深まった。そして、両国は海軍増強に乗り出した。ギリシャは1910年にアメリカから防護巡洋艦「エリ」を購入し、2隻の超弩級戦艦「ヴァシレフス・コンスタンチノス（Vasilefs Konstantinos）」(フランス海軍のプロヴァンス級の準同型艦)と「サラミス」(ドイツ発注)や多数の駆逐艦を発注した。だが、第一次世界大戦勃発により超弩級戦艦の建造は中止され、替わりにアメリカから準弩級戦艦「レムノス」と「キルキス」を購入した。

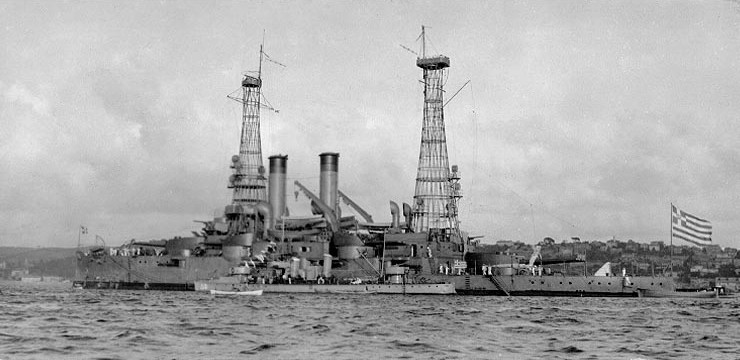
戦艦レムノス（1919年撮影）

第一次世界大戦でギリシャは当初中立だった。ギリシャでは三国協商寄りの首相と中立を主張する国王が対立していた。1916年11月、ギリシャに圧力を加えるためフランスがギリシャの艦船を接収した。

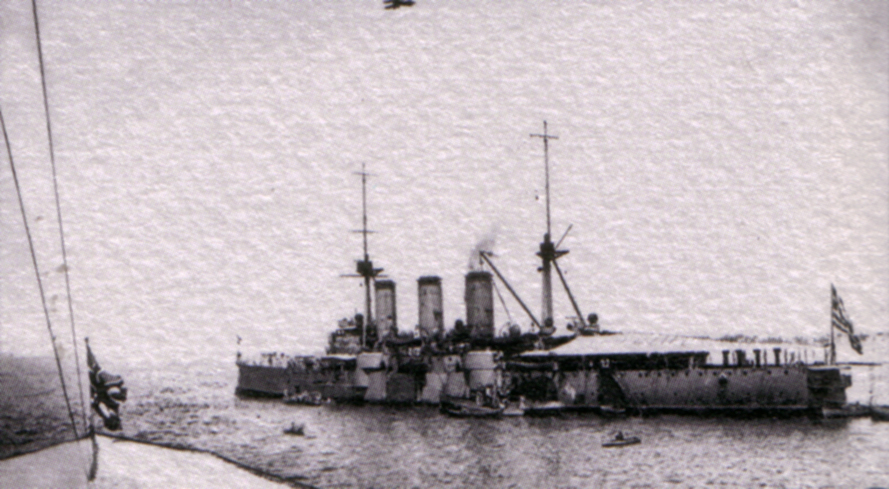
第一次大戦時のアヴェロフ。

それらは1917年7月にギリシャが連合国側で参戦するまでフランス人によって運用され、満足な整備の受けられていなかった艦艇をフランス海軍で整備すると共に、最新の兵器を搭載してエーゲ海での船団護衛や哨戒任務に使用された。ギリシャ参戦後、フランスはギリシャ海軍に艦艇を直ちに返還。以後はエーゲ海での連合国の作戦に参加し、それに続きウクライナ方面にあったデニーキン将軍の白軍を支援するための遠征や希土戦争での作戦に参加した。
希土戦争敗北後の1920年代から1930年代のギリシャは政治的混乱の時期であり、経済も悪化した。それ故、この期間海軍では4隻の駆逐艦の近代化改装と1927年にフランスから購入した潜水艦6隻、1929年にイタリアから購入した駆逐艦4隻のほかは大型艦で新たな戦力の増強は無く、2隻の準弩級戦艦も殆ど行動する事はなかった。

## 第二次世界大戦

1935年当時のギリシャの軍艦旗。

1938年、海軍の近代化を進めるため、ギリシャは近代的な駆逐艦ヴァシレフス・ゲオルギオス級4隻をイギリスの造船所に発注した。だが、ヨーロッパでの戦争勃発によりイギリス海軍の接収に遭い、海軍に加わったのは2隻のみであった。ギリシャが第二次世界大戦に参戦した時、ギリシャ海軍の艦艇は10隻の駆逐艦、時代遅れの準弩級戦艦2隻、装甲巡洋艦1隻、防護巡洋艦1隻、潜水艦6隻であった。1940年のイタリアの侵攻直前のギリシャ海軍は艦艇34隻、人員6500名であった。
ギリシャ・イタリア戦争中、海軍はエーゲ海やイオニア海での船団護衛のほか、オトラント海峡でイタリアの補給船団に対する3度の攻撃もおこなった。最も重要な役割は潜水艦に与えられた。それらは旧式艦であったにもかかわらず、アドリア海で数隻のイタリア貨物船を沈めた。
ドイツ軍のギリシャ攻撃が始まると、ギリシャ海軍はドイツ空軍によって多大な損害を被った。1941年4月の数日だけで25隻もの船を失ったのである。残存艦（イェロギオフ・アヴェロフ、駆逐艦6隻、潜水艦5隻、水雷艇3隻など）はエジプトのアレキサンドリアへ逃れた。その後、ギリシャ海軍は中東の基地を拠点にして連合国軍と共に戦った。戦争中には何隻かの駆逐艦や潜水艦がイギリス海軍から譲渡された。最大時（1944年初頭）の戦力は44隻の艦艇と人員8500名であった。

## 1950年から1990年
第二次世界大戦後、イギリス及びイタリア艦の獲得でギリシャ海軍はかなり強化された。近代的な海軍ドクトリンにあわせて組織も改変された。1950年代初め、アメリカの軍事援助によりギリシャ軍の中核が作られた。ギリシャ海軍はボストウィック級駆逐艦を獲得する一方、元イギリス艦は退役した。
次に大きな変化があったのは1970代初頭である。この時、ギリシャ海軍は地中海沿岸の海軍で初めてミサイル艇（ラ・コンバタントII型）と209型潜水艦を発注した。また、アメリカの軍事援助も続いていた。1979年、ギリシャ海軍はオランダに2隻のフリゲート（エリ級）を発注した。それは40年ほど使用されていた中古艦ではなく新造艦であった。

## 現在
最近10年でギリシャ海軍の戦力は最大となった。イドラ級 (MEKO 200 HN) や追加のエリ級フリゲート(旧オランダ海軍コルテノール級フリゲート)、ミサイルコルベットやポセイドン級209型潜水艦、ヘリコプターが海軍に加わり、旧式艦は退役した。また、1992年にはエーゲ海沿岸諸国で初めてミサイル駆逐艦(旧アメリカ海軍チャールズ・F・アダムズ級ミサイル駆逐艦4隻)を就役させた。だが、それらは電子機器やミサイルが現代の戦場に対応できないため既に退役している。
海軍の発展はさらに続き、非大気依存推進機関搭載の214型潜水艦やヘリコプターS-70B-6/10エーゲアンホーク、ズーブル型高速エアクッション揚陸艦が発注された。
現在はエリ級フリゲート、Glaukos級およびポセイドン級潜水艦の近代化が計画されている。また、アメリカからアーレイ・バーク級ミサイル駆逐艦2隻を獲得する交渉がなされている。
2021年9月28日には ギリシャがフランス製のフリゲート艦ベルアラ（Belharra）3隻を購入する旨の覚書に署名した事が明かされた。